# Bato (Catanduanes)
Bato is een gemeente in de Filipijnse provincie Catanduanes op het gelijknamige eiland. Bij de laatste census in 2007 had de gemeente bijna 19 duizend inwoners.

## Geografie

### Bestuurlijke indeling
Bato is onderverdeeld in de volgende 27 barangays:
| - Aroyao Pequeño - Bagumbayan - Banawang - Batalay - Binanwahan - Bote - Buenavista - Cabugao - Cagraray - Carorian - Guinobatan - Ilawod - Libjo - Libod Poblacion | - Marinawa - Mintay - Oguis - Pananaogan - San Andres - San Pedro - San Roque - Santa Isabel - Sibacungan - Sipi - Talisay - Tamburan - Tilis |

## Demografie
Bato had bij de census van 2007 een inwoneraantal van 18.738 mensen. Dit zijn 977 mensen (5,5%) meer dan bij de vorige census van 2000. De gemiddelde jaarlijkse groei komt daarmee uit op 0,74%, hetgeen lager is dan het landelijk jaarlijks gemiddelde over deze periode (2,04%). Vergeleken met de census van 1995 is het aantal mensen met 2.203 (13,3%) toegenomen.

De bevolkingsdichtheid van Bato was ten tijde van de laatste census, met 18.738 inwoners op 48,62 km², 385,4 mensen per km².